# جامعة حماة
جامعة حماة هي جامعة حكومية تقع في مدينة حماة في سوريا، أُسِّسَت في 13 مايو 2014 بموجب المرسوم رقم 19 لعام 2014 وذلك بعد أن كانت جزءاً من جامعة حمص .

## عن الجامعة

### الرؤية
تسعى جامعة حماة للارتقاء بجودة التعليم والبحث العلمي وخدمة المجتمع للإسهام في تقدم وازدهار المجتمعات الإنسانية، مواكبة لتحديات المستقبل وفقاً للمعايير العالمية للاعتماد الأكاديمي .

### الرسالة
إعداد خريجين متميزين ومبدعين متلائمين مع الاحتياجات والتطورات المحلية والإقليمية والعالمية، مزودين بقيم المجتمع الأصيلة من خلال التحسين المستمر لجودة منظومة التعليم والبحث العلمي، وخدمة المجتمع وفقاً لرؤية الجامعة .

### الأهداف
تهدف جامعة حماة إلى تطوير العملية التعليمية والبحثية والإدارية وخدمة المجتمع وفقاً لرؤية الجامعة ورسالتها وذلك من خلال :
توفير تعليم متميز للإسهام في إعداد الموارد البشرية، وتأهيلها لرفد المجتمع بمختلف التخصصات القادرة على مسايرة التطورات العالمية.
تطوير البحث العلمي وبرامج الدراسات العليا لتأهيل الكوادر ذات الكفاءة المتميزة والإداريين .
ربط الجامعة بالمجتمع من خلال تلبية مختلف الاحتياجات المجتمعية كالتدريب والتثقيف والدراسات والاستشارات المتخصصة .
التحسين المستمر للجودة في مجالات التعليم والبحث العلمي، وخدمة المجتمع في الجامعة وفقاً للمعايير الأكاديمية الدولية.

## كليات الجامعة
تضم حالياً خمسة عشر كلية:
- الطب البيطري
- الطب البشري
- طب الأسنان
- الصيدلة
- التمريض

- التربية الرياضية

- الهندسة الزراعية
- الهندسة المعمارية
- الهندسة المدنية
- العلوم التطبيقية

- الهندسة الكهربائية
- الآداب والعلوم الإنسانية
- التربية

- الاقتصاد

- العلوم

### معاهد الجامعة
خمسة معاهد :
- المعهد التقاني للحاسوب.
- المعهد التقاني الزراعي.
- المعهد التقاني لطب الأسنان.
- المعهد التقاني للطب البيطري.
- المعهد التقاني للخدمات الطبية الطارئة.
- المعهد التقاني الهندسي

### المديريات المركزية
- مديرية شؤون العاملين والشؤون الإدارية.[3]
- مديرية شؤون الطلاب المركزية.
- مديرية الشؤون المالية.
- مديرية نظم المعلومات والاتصالات.
- مديرية الإحصاء والتخطيط.
- مديرية العلاقات الثقافية والعامة.
- مديرية التأهيل والتدريب المهني.
- مديرية الشؤون الهندسية والخدمات.
- مديرية اللوازم.
- مديرية التفرغ العلمي.
- مديرية الرقابة الداخلية.
- مديرية الحرس الجامعي.
- مديرية الكتب والمطبوعات.
- مديرية النشاطات الطلابية

### المخابر البحثية
- المخبر المركزي للبحوث وتشخيص الأمراض.
- مخبر الكيمياء الحديثة والبيولوجيا الجزيئية.
- مخبر بحوث التغذية والتحاليل الغذائية.

### العيادات السنية
- عيادات مداواة الأسنان وأمراض النسج الداعمة للأسنان.
- عيادة التخدير والقلع.
- عيادات مداواة الأسنان المحافظة والتعويضات.
- عيادة الصناعة.
- عيادة طب أسنان الأطفال– التيجان والجسور – تقويم الأسنان.

### برامج الدراسات العليا
- ماجستير في العلوم الطبية البيطرية .
- دكتوراه في العلوم الطبية البيطرية.
- ماجستير في طب الأسنان.
- دكتوراه في طب الأسنان.
- ماجستير في التأهيل والتخصص.
- ماجستير في الاقتصاد.
- ماجستير في اللغة العربية.
- ماجستير في اللغة الإنكليزية.
- دبلوم التأهيل التربوي.

### التعليم المفتوح
- التسويق والتجارة الالكترونية
- رياض الأطفال
- دبلوم التأهيل التربوي

### المدينة الجامعية
- الوحدة السكنية الأولى تتضمن 129 غرفة وتتسع لـ 500 طالب.
- الوحدة السكنية الثانية تتضمن 209 غرفة وتتسع لـ 600 طالب.
- الوحدة السكنية الثالثة تتسع ل 600 طالب.

## رؤساء الجامعة
1. عزام رياض الكردي[4]
2. محمد زياد سلطان: بدءاً من 3 مارس 2016.[5]

3- الدكتور عبدالرزاق السالم